# Луко Зоре
Луко Зоре (Цавтат, 15. јануар 1846 — Цетиње, 9. децембар 1906) био је српски филолог и књижевник, саборски заступник у Далмацији, уредник часописа „Словинац“ и један од најпознатијих представника дубровачких Срба.

## Биографија
Луко је рођен у Цавтату 1846. године и ту је завршио основну школу. Отац Антун (1799-1874) поморац и обртник, потиче из села Поповића у Конављима. Преселио се 1839. године у Цавтат, код стрица Николе Зоре. Супружници Антун и Марија Шабадин-Пупица имали су осморо деце, а Луко је њихово треће поживело дете.
После основне школе, млади Луко је похађао државну језуитску гимназију у Дубровнику. Спремао се у бискупском "сјеменишту" за свештеничко звање. Положио је 1865. године испит зрелости у том училишту са одличним успехом. У свештеничкој одори студирао је филозофске науке на универзитету у Бечу. Истовремено је слушао и теолошке предмете, али се убрзо одрекао свештеничког звања. Преовладало је код њега интересовање за славистику, коју је тада предавао Миклошић. Наставио је Зоре између 1865-1869. године да се спрема за учитељски позив. Већ у другом семестру 1868/1869. године почње да предаје, као суплент у задарској гимназији. Од априла 1870. године Луко Зоре постаје прави стручни предавач у дубровачкој гимназији, коју су већ били од језуита преузели световњаци.
По повратку у Дубровник, оженио се синовицом једног поморског капетана, са којом је добио сина Тонка (Антонија). Од рођења детета креће Луко да пише следећих десет година своје обимно поетско дело "Објављења". Спев који је тада био чувен у Далмацији, потписао са псеудонимом Миливој Страхинић. То дело које представља имитацију Дантеове "Божанствене комедије", је било критиковано и нападано, чак јавно спаљивано у католичким храмовима у Дубровнику, од стране његових "непријатеља" - клерикала и свећенства
Уследио је већ 1872. године његов премештај у Котор. Ту је провео 5,5 година као прво привремени управитељ тамошње гимназије а и као предавач језика - латинског, грчког и српског. Ту је 1873. године добио стално намештење и професорски наслов. Од Котора се међутим морао опростити јер му није погодовала которска влажна клима, јер се тешко разболео. Следеће две године (1877-1879) ради опет у дубровачкој гимназији. Септембра 1879. године постављен је за школског референта у Босни, где одлази са службом. Ту је провео годину дана радећи савесно и затим се вратио у Дубровник. Био је 1883. године биран за посланика Далматинског сабора у Задру. За време док је био предавач у гимназији напредује у звању, а 1890. постаје котарски школски надзорник. Поново је биран и 1895. године.
До 1895. године био је био познати филолог, књижевник, политичар и професор у дубровачкој гимназији, а потом привремени управитељ мушке препарандије у Арбанасима код Задра. Сав се посветио политичком раду тек 1897. године. Није успео 1897. године да ту постане и стални управитељ, али је био изабран за посланика у Царевинско веће у Бечу, у којем остаје до 1900. године.
Луко Зоре је био уредник часописа "Словинац" (1878-1884) и главник сарадник "Срђа" (1902-1906). Дао је допринос историји дубровачке књижевности, објављујући стару градску архивску грађу. Започео је свој обимни научни рад пишући о "рибању" (1870. у "Старинама"), скрећући пажњу на локалну народну терминологију, да би га завршио са посланицама. Бавио се нарочито дубровачким песником Гундулићем, тумачећи његово дело "Осман". Значајан јер је кренуо да скупља и критички анализира и објављује старе записе и натписе, из старих књига србуља и порушених стећака. Сматрао је да српско племе настава цијело дубровачко приморје, те је писао књиге у одбрану Српства: "Хрватски разговори и одговори" (под псеудонимом Стјепан Р. Бан)и "Дубровчани су Срби".
Дана 30. јануара 1884. године, изабран је за дописног члана Српског ученог друштва, а од 4. фебруара 1899. постаје и дописни члан Српске краљевске академије. У то време је дописни члан и Југословенске академије у Загребу.
Задње године живота, након пензионисања 1901, провео је у служби црногорског кнеза Николе Петровића на Цетињу. Кнез га је 1902. године, именовао за одгајатеља свог најмлађег сина Петра. У исто време (1903) је он управник цетињске гимназије. У Црној Гори Зоре је био члан и председник Просветног савета.
"Оногошт", лист из Никшића 1899. доноси чланак: 
Далмација, У Паризу је отрагу неколико дана умро ненадно Антун П. Зоре, слушалац филозофије у Сорбони. Млади Антоније био је јединац син Петра Зоре, велепосједника из Цавтата а брата српског књижевника проф. Луке Зоре. Њега жали осим родитеља и својте још и академска омладина као вјерна друга, као искреног Србина Католичке вјере, а пријатељи као врсног пријатеља. Мртво тијело пренесено је било из Париза у Цавтат, његово родно мјесто. Покој души младог Србина!

## Дела
- „Дубровчани су Срби“, Дубровник, 1903.

Луко Зоре, Србин католик у књизи "Дубровчани су Срби" наводи мишљење Богишића о књизи "Дубровчани, јесу ли Хрвати?" у којој се анонимни аутор труди да докаже да су Дубровчани Хрвати:
Ваља му признати (писцу), да је врло вјешт у извртању истине, та је књига јако погибељна у рукама једног незналице, јер у њој не ће наћи него истину умјетнички изврнуту..

## Занимљивости
Неки уредници српских новина и часописа на територији данашње Хрватске, а ондашње Аустроугарске, нису имали дужи животни виек. Тако је родом Корчуланин, Србин католик Антун Фабрис, након тамновања због објављивања песме Бокешка ноћ у првом књижевном часопису у Дубровнику - Срђ, трајно нарушио своје здравље и преминуо је у 40. години живота. Луко Зоре је поживео 60 година, а уредник Српског гласа у Загребу, Милан Ђорђевић умире у 39. години. Павле Јовановић, први уредник Србобрана, који је такођер био у тамници због неких чланака (критике аустроугарске власти у БиХ)  умире у напону снаге и политиког талента у 48. години живота. Сава Бјелановић, уредник Српског листа, који је касније забрањен и каснијег Српског гласа (Задар) живи до своје 46. године. Будислав Будисављевић уредник Новог Србобрана и Српскога кола умире, као и новинар и уредник Српског кола, Милан Грчић, у 42. години живота. Сима Лукин Лазић, власник и уредник листа Врач погађач умире у 40. години.